# Arthur Guedel
Arthur Ernest Guedel (Cambridge, 13 giugno 1883 – Los Angeles, 10 giugno 1956) è stato un medico statunitense che ha fornito uno dei contributi più importanti per lo sviluppo dell'anestesia.
È conosciuto in particolare per i suoi studi sull'anestesia inalatoria e per la definizione dei quattro stadi dell'anestesia generale.

## Biografia
Arthur Ernest Guedel nacque nella città di Cambridge City (Indiana) il 3 giugno 1883 da Jahn e Maria Guedel. I primi anni della sua vita furono difficili a tal punto da lasciare la scuola all’età di 13 anni per supportare la sua famiglia. All'età di 14 anni, mentre lavorava al fianco del padre in fabbrica, Guedel perse tre dita della mano destra; rifiutandosi di lasciare che questo handicap lo limitasse, divenne un abile nuotatore e campione di wrestling. Nonostante le difficoltà economiche, Guedel riuscì ad ottenere l'ammissione alla facoltà di medicina dell'University of Indiana grazie al supporto finanziario di un medico amico di famiglia, il quale era rimasto affascinato dalla sua volontà di apprendere. Nel 1908 Guedel si laureò con onore e negli anni successivi iniziò ad eseguire le prime anestesie lavorando come internista presso l'Indianapolis city Hospital. Nel 1909 cominciò la pratica di medicina generale ad Indianapolis e al contempo somministrava anestesie in altri ospedali e studi dentistici al fine di incrementare le proprie entrate. In quel periodo elaborò un dispositivo per l'auto-somministrazione del diossido di azoto, oggetto, nel 1912, della sua prima pubblicazione dal titolo "The office anesthetic for small surgery, nitrous oxid and air, self administered". Nel 1913 iniziò una serie di lezioni universitarie, compresa una sulla pratica pediatrica a cui risale l'introduzione della famosa frase “steal the child” che ad oggi identifica una delle più comuni tecniche di induzione. Considerato da molti un buon osservatore, Guedel, durante questi anni, imparò anche ad analizzare con attenzione gli effetti dell'anestesia sui pazienti e a pensare a possibili soluzioni all'eventuale insorgenza di un problema ad essa legata. Un esempio del suo contributo è il lavoro sui segni dell’anestesia da cui elaborò una prima bozza della teoria dei quattro stadi.

### L'esperienza della Prima Guerra Mondiale
Il palcoscenico in cui Guedel poté sviluppare appieno la sua teoria nonché tecnica anestetica furono gli ospedali militari costruiti durante la prima guerra mondiale a cui egli partecipò in supporto alle truppe francesi. Nel periodo precedente allo scoppio del conflitto il numero dei veri specialisti in anestesia tra i medici americani si poteva quasi contare sulle dita di una mano. Nel Marzo del 1919, uno di questi, Leslie Burwell si presentò al quartier generale medico di un’unità Americana presso Vittel nel dipartimento dei Vosgi dicendo che avrebbe preferito essere assegnato a un incarico per il quale fosse realmente qualificato. L’ufficiale medico in comando disse: “Dovresti vedere il tenente Guedel. A lui è affidata l’anestesia in questa regione. Passa di qui ogni giorno o due, come un selvaggio indiano in sella a una motocicletta. Aspettalo”. Come previsto, il pomeriggio successivo, si sentì la motocicletta arrivare, seguita da una nube di polvere. La curiosità di Burwell su come un anestesista potesse lavorare in sella a una motocicletta fu presto soddisfatta. I numerosi ospedali nelle vicinanze, infatti, potevano essere supervisionati in modo efficiente solo attraverso questo mezzo di trasporto.
Guedel si arruolò nell’esercito inizialmente come volontario ma fu respinto a causa della sua disabilità alla mano. Due mesi dopo ottenne una deroga e si arruolò come ufficiale medico dell’esercito. Dopo sei settimane di addestramento di base, il tenente Guedel fu mandato a Chaumont in Francia. Lungo le 550 miglia del Fronte occidentale, egli vide le ferite "più profonde e gravi" mai incontrate nella storia umana; esse gli permisero di constatare i limiti farmacologici dell’anestesia del tempo e le ampie lacune nella sua somministrazione. Nelle stazioni di smistamento delle vittime (CCS), molte miglia dietro il fronte, l’anestesia di centinaia di soldati feriti era affidata a lui. Dopo un violento scontro, Guedel lavorò 72 ore senza sosta, supervisionando contemporaneamente 40 operazioni chirurgiche. Esausto, egli lamentò “la deplorevole mancanza di conoscenza dell’anestesia nel corpo medico dell’esercito”. Osservò con frustrazione che “il chirurgo, senza distinzione di esperienza o rango, ha il pieno controllo dell'anestesia per i suoi casi, ma di regola non sa nulla dell’anestesia". Guedel capì che le équipe chirurgiche avevano bisogno di aiuto e, in modo indipendente, reclutò infermieri e medici disposti ad aiutarle. La maggior parte del nuovo personale sanitario reclutato fu destinato in quelle che erano note come stazioni di smistamento delle vittime, situate tra le 7 e le 50 miglia dietro le linee del fronte. Solo a metà della guerra gli specialisti e le infermiere, appositamente addestrate, iniziarono a sostituire gli ufficiali medici nella somministrazione dell'anestesia. Finché ciò non avvenne, la scarsità dei medici specializzati rese necessario assegnare a personale inesperto il ruolo di anestesista. Il modo in cui istruì e gestì queste persone, in tali circostanze, fu una dimostrazione della sorprendente versatilità e ingegnosità di Arthur Guedel. Egli si sforzò non solo di elaborare semplici metodi di insegnamento, ma anche facili e affidabili modi per controllare l’accuratezza e la sicurezza nel dosaggio dell’etere che essi avrebbero poi somministrato nelle sale operatorie dei diversi ospedali. Ma come poteva aiutare i suoi allievi a praticare un’anestesia sicura una volta lasciata la sua scuola? Guedel preparò una piccola cartella con la sua versione dei segni e degli stadi dell’anestesia dell’etere, l’agente più comune in uso al momento e con un maggiore margine di sicurezza. Questa tabella era una versione visuale delle nozioni che aveva sviluppato prima del suo servizio militare e sfruttava gli atti respiratori, i movimenti oculari, la costrizione della pupilla e la deglutizione come mezzi per “evidenziare i segnali di pericolo che dovevano essere prontamente colti dai medici”. Armati della sua tabella, gli apprendisti andavano negli ospedali vicini e lavoravano da soli. Questa guida, che veniva solitamente posta per comodità sulle pareti, divenne famosa in tutto il mondo e venne impressa sulla maggior parte dei libri di anestesia. Nel Marzo del 1918, l’anestesia di ben 4 ospedali da campo fu affidata a Guedel. Egli visitava ogni ospedale quotidianamente, percorrendo le impervie e fangose strade della campagna francese in motocicletta. Questo suo mezzo di trasporto gli valse il soprannome di “the motorcycle anesthesiologist”. Prima che la guerra finisse, l’esercito finalmente soddisfò le sue richieste e assunse specialisti per sostituire i tirocinanti da lui addestrati. Questa decisione testimonia non solo il riconoscimento dell'importanza del lavoro svolto da Guedel ma anche la presa di coscienza del ruolo che l’anestesia stava ricoprendo nella medicina militare.

### Il ritorno negli USA e il trasferimento a Los Angeles
Congedato con onore nel Marzo del 1919, Guedel ritornò in patria. Nell’Indiana, tuttavia, egli scoprì che il servizio militare gli era costato il posto di anestesista. Nonostante le difficoltà economiche che ne derivarono, riuscì comunque a pubblicare nel 1920 la sua guida sugli stadi dell’anestesia chirurgica dal titolo "Third stage ether anesthesia; a sub classification regarding the significance of the position and movements of the eyeball", un articolo sui segni anestetici per la prima rivista sull'anestesia.  A seguito di ciò, Guedel divenne un celebre anestesista e assieme ad altre personalità illustri fondò il “Anesthesia Travel Club” , “American Society of Anesthesiologists” ed altre società che portarono il numero limitato di specialisti nordamericani a partecipare insieme a incontri regolari. Durante questi convegni Guedel si confrontò spesso con il dottor Ralph M. Waters, considerato il padre dell'anestesia accademica, che aveva già conosciuto durante il suo servizio militare e con cui instaurò un rapporto di amicizia significativa, tantoché i due intrattennero una regolare corrispondenza, supportarono i rispettivi studi sugli effetti centrali dell’anidride carbonica e condivisero l’interesse a proposito dei più recenti agenti anestetici dell’epoca. Guedel revisionò il primo scritto di Waters sugli effetti del ciclopentano, sebbene fu il suo studio su quel particolare composto, intitolato "Cyclopropane Anesthesia" (1940), a diventare il primo report scientifico ad apparire sulla rivista Anesthesiology. La loro collaborazione, però, è ricordata maggiormente per l’introduzione del "cuffed endotracheal tube". Tra gli altri lavori comuni, Waters e Guedel scrissero anche " New intratracheal catheter" (1933) , una revisione dalla storia delle tecniche endotracheali. Articoli aggiuntivi sull’argomento comparvero nel 1935 e nel 1936 e anche nella sua opera più celebre “Inhalation Anesthesia: A fundamental guide" pubblicata nel 1937. Nel 1929, dopo la Grande Depressione, Guedel si trasferì da Indianapolis a Los Angeles per ragioni di salute. Nel garage della sua nuova abitazione, Guedel disegnò il laringoscopio ed altre innovazioni; collaborò assieme a varie personalità distinte come il farmacista dott. Chauncey Leake diventato più tardi direttore di farmacologia dell'Università della California, San Francisco, (UCSF), presso la quale Guedel realizzò varie ricerche sull'etere dimetilico, sulla necrosi da anidride carbonica e sull’apnea da etere. Per un certo periodo, sviluppò una forte dipendenza da barbiturici per assicurare il sonno e da amfetamine, che riuscì poi a superare. Fu insignito di vari onori tra cui la medaglia “Henry Hill Hickman” e il “Distinguished service award of American society of Anesthesiologists”. Angina, artrite e un enfisema lo resero storpio e lo forzarono al pensionamento nel 1941. I suoi seminari del mercoledì pomeriggio organizzati nel garage-laboratorio sono ricordati dai più famosi clinici poiché la sua abitazione divenne non solo un luogo di lavoro, ma anche un ritrovo di intellettuali. Nei suoi ultimi anni di vita, sebbene richiedesse l’apporto continuo di ossigeno, Guedel continuò a visitare laboratori ed ospedali dove si dedicò a consigliare e a controllare. Morì a Los Angeles il 10 giugno 1956, all’età di 72 anni.

## Il contributo scientifico
Il contributo di Arthur Guedel in campo medico deriva tanto dai suoi esperimenti quanto dalle sue intuizioni ed invenzioni (si veda la cannula orofaringea) .

### L'esperimento "the Dunked Dog"
Durante gli anni '20 Arthur Guedel iniziò le sue prime sperimentazioni volte alla realizzazione di uno strumento che consentisse un’efficace intubazione endotracheale di un paziente, ma che rendesse al contempo il processo agevole da eseguire e, conseguentemente, meno traumatico per le vie respiratorie. Nel 1928, anno nel quale Guedel divenne, inoltre, professore di Anestesiologia presso la University of Southern California di Los Angeles, egli eseguì, in collaborazione con il dottor Ralph M. Waters, un esperimento molto importante che contribuì a dimostrare le potenzialità dell’intubazione e l’effettiva praticabilità della stessa sui pazienti. Waters conobbe Guedel già durante la Prima Guerra Mondiale di cui lodò, con immensa stima, l’intraprendenza nel fronteggiare l’enorme mole di lavoro da svolgere tra diverse strutture ospedaliere e la sua energia nell’istruire sulle pratiche anestetiche una grande quantità di personale privo delle necessarie conoscenze specialistiche. Nel laboratorio presso la sua abitazione ad Indianapolis, Guedel iniziò a sviluppare dei tubi che fossero rivestiti in gomma, o in materiali egualmente morbidi ed elastici, in corrispondenza della estremità, pensati in modo che entrassero nella trachea dei pazienti aderendovi perfettamente e isolandone le vie respiratorie, creando così un sistema chiuso che consentisse di controllare con grande precisione i flussi di gas all’interno dello stesso. Nel 1927 Waters fu nominato professore di anestesiologia alla University of Wisconsin e i contatti tra i due si intensificarono notevolmente, anche grazie al comune interesse riguardo all’utilizzo con scopi analgesici dell’ossido di diazoto mescolato ad aria o a ossigeno. In una lettera del 7 aprile 1928, Guedel sottopose a Waters l’idea di dimostrare l’efficacia dei tubi endotracheali attraverso la totale immersione in acqua di un cane sedato e intubato. L’anno successivo, durante una lezione, i due eseguirono dunque il celebre esperimento nel laboratorio di Guedel in Indiana, con l’aiuto di un gruppo di medici e studenti. I due scelsero un cane che in quello stesso anno era entrato a far parte degli animali di famiglia di Guedel e che, non a caso, soprannomineranno successivamente “Airway” (traducibile con “via aerea”). L’animale fu innanzitutto anestetizzato per mezzo di morfina e poi intubato attraverso un tubo endotracheale. Successivamente fu immerso in acqua in una vasca trasparente per poter monitorarne le condizioni. Dopo circa un’ora fu estratto dalla stessa e gradualmente svegliato ed estubato. Dopo una fase di sonnolenza, il cane si dimostrò definitivamente vigile. Le vie aeree del cane non furono invase dall'acqua e il controllo del complesso formato dall'apparato respiratorio e dalla parte artificiale a esso connessa si dimostrò dunque efficace. I due si accordarono sul fatto che Airway fosse affidato a Waters e alla sua famiglia, e con questi il cane visse a Madison in Wisconsin. Entrambi i medici rimarranno estremamente affezionati all’animale, a cui faranno poi continui riferimenti nelle loro lettere. Tra il luglio e l’agosto del 1928 Guedel e Waters pubblicarono la loro relazione riguardo all’esperimento, a cui si riferirono come “Dunked dog experiment”. Nonostante pochi medici assistettero di fatto all’evento, Airway e i tubi di Guedel furono così portati alla conoscenza di un amplissimo pubblico, rendendo note delle tecniche che oggi costituiscono alcune basi fondamentali della moderna anestesiologia.

## Le quattro fasi dell'anestesia
Le prime intuizioni che portarono Guedel ad elaborare la teoria dei quattro stadi dell'anestesia generale risalgono al 1908 quando, dopo aver conseguito la laurea con lode, egli avviò un periodo di pratica generale di sei mesi al City Hospital di Indianapolis durante il quale imparò a somministrare etere e cloroformio e iniziò a correlare i segni degli occhi alla profondità dell’anestesia. Arruolatosi come ufficiale medico due mesi dopo l’ingresso degli Stati Uniti nella Prima guerra mondiale (6 aprile 1917), Guedel, lamentandosi della mancanza di personale specializzato nell'anestesia, creò una scuola di formazione attraverso cui insegnò un approccio sistematico per il monitoraggio e la somministrazione di etere. Egli, già in questi anni, utilizzò una tabella per la valutazione della profondità dell’anestesia basandosi sulla frequenza respiratoria, sul movimento degli occhi, sulla costrizione delle pupille e sulla capacità di deglutizione. Dai risultati registrati dedusse un approccio ottimale per praticare una corretta anestesia e lo articolò in quattro passaggi che pubblicò nel 1937:
- Stadio I (stadio di analgesia o disorientamento): dall'inizio dell'induzione dell'anestesia generale alla perdita di coscienza.

- Stadio II (stadio di eccitazione o delirio): dalla perdita di coscienza all'inizio della respirazione automatica. Il riflesso delle ciglia scompare ma altri riflessi rimangono intatti e possono verificarsi tosse, vomito e difficoltà; la respirazione può essere irregolare se si trattiene il respiro.

- Stadio III (stadio dell'anestesia chirurgica): dall'inizio della respirazione automatica alla paralisi respiratoria. È diviso in quattro piani:
  - Piano I: dall'inizio della respirazione automatica alla cessazione dei movimenti del bulbo oculare. Il riflesso palpebrale viene perso, il riflesso della deglutizione scompare, può verificarsi un marcato movimento del bulbo oculare ma il riflesso caratterizzato dalla chiusura della palpebra in seguito a stimolazione della congiuntiva viene perso (questo nella parte finale prevista dal piano).
  - Piano II: dalla cessazione dei movimenti del bulbo oculare all'inizio della paralisi dei muscoli intercostali. Il riflesso laringeo (della deglutizione) viene perso anche se l'infiammazione delle vie respiratorie superiori aumenta l'irritabilità riflessa, il riflesso palpebrale in seguito a stimolazione corneale scompare, aumenta la secrezione lacrimale (segno utile di leggera anestesia), la respirazione è automatica e regolare, il movimento e la respirazione profonda in risposta alla stimolazione cutanea scompaiono.
  - Piano III: dall'inizio al completamento della paralisi muscolare intercostale. La respirazione diaframmatica persiste ma si verifica una paralisi intercostale progressiva, le pupille dilatate e il riflesso alla luce viene abolito. Il riflesso laringeo perso nel piano II può ancora essere avviato da stimoli dolorosi derivanti dalla dilatazione dell'ano o della cervice. Questo piano era quello desiderato per l'intervento chirurgico, quando non veniva fatto uso di miorilassanti.
  - Piano IV: dalla paralisi intercostale completa alla paralisi diaframmatica (apnea).

- Stadio IV: dall'arresto della respirazione fino alla morte. Paralisi midollare causata da sovradosaggio anestetico con arresto respiratorio e collasso vasomotorio. Le pupille sono ampiamente dilatate e i muscoli sono rilassati[12].

Bisogna notare, però, che nell'elaborazione della teoria delle quattro fasi, Arthur Guedel poté godere dei risultati di tutte le sperimentazioni risalenti a più di trent’anni prima della sua stessa nascita tra cui si annoverano le considerazioni ottenute dal primo utilizzo dell’etere dietilico in ambito medico da parte di Crawford Williamson Long pubblicate il 16 ottobre 1846, la dimostrazione sull’efficacia di tale gas in un’operazione di asportazione di tumore dinanzi ad una platea tenuta da Warren (capo dei chirurghi del Massachusetts General Hospital di Boston) ed un primo sistema di ripartizione in fasi dell’anestesia proposto nel 1847 da John Snow (1813-1858) definito come "i cinque stadi dell’eterizzazione’’, supportato nello stesso anno da Francis Plomley sulla rivista scientifica ‘’The Lancet’’. La descrizione di Snow riguardava le fasi di annebbiamento e graduale perdita delle facoltà intellettive e motorie con le quali i pazienti si trovavano a dover fare i conti: si procedeva da una serie di cambiamenti a livello sensoriale, che però lasciavano al paziente la capacità di muoversi volontariamente e di comprendere dove si trovassero, fino all’ultima fase, ‘’non testata sull’essere umano’’, dalla quale risultava che ‘’i movimenti respiratori fossero più o meno paralizzati, diventando difficoltosi, deboli o irregolari’’. Proprio per la rilevanza degli studi di personalità come Snow e Plomley, Guedel non dichiarò mai che queste valutazioni fossero esclusivamente sue. Come disse ad Albert Miller, che in seguito estese le osservazioni di Guedel:
"Non credo che queste fasi dell'anestesia siano il mio lavoro. Sono piuttosto il lavoro dei miei amici ed il mio che corrono tutti insieme".

## Opere principali
- Guedel AE, "Nitrous oxide air anesthesia self-administered in obstetrics – a preliminary report", Indianapolis Medical Journal, 1911
- Guedel AE, "The office anesthetic for small surgery, nitrous oxide and air, self-administered", New York Medical Journal, 1912
- Guedel AE, "Auscultatory control of vapor anesthesia", American Journal of Surgery, 1919
- Guedel AE, (1919) "Ethyl chlorid-chloroform-ether anesthesia for rapid induction and minor surgery in war. Yearbook of Anesthesia and Analgesia 1917-1918", Surgery Journal-New York, 1920
- Guedel AE, "Third stage ether anaesthesia: a sub-classification regarding the significance of the position and movements of the eyeball", American Journal of Surgery, 1920
- Guedel AE, Waters RM, "A new intratracheal catheter", Curr Res Anesth Analg, 1928
- Guedel AE, "A nontraumatic pharyngeal airway", Journal of the American Medical Association, 1933
- Guedel AE, Waters RM, Rovenstine AE, "Endotracheal anesthesia and its historical development", Anesthesia & Analgesia, 1933
- Guedel AE, "Inhalation anesthesia: A fundamental guide", Macmillan, 1937

- Guedel AE, "Cyclopropane anesthesia", Anesthesiology, 1940